# Yarisley Silva
Yarisley Silva Rodríguez (* 1. Juni 1987 in Pinar del Río) ist eine kubanische Stabhochspringerin.

## Werdegang
2006 gewann Silva bei den Zentralamerika- und Karibikspielen in Cartagena mit übersprungenen 3,95 m die Silbermedaille hinter ihrer Landsfrau Maryoris Sánchez. Im folgenden Jahr wurde sie bei den Panamerikanischen Spielen in Rio de Janeiro mit 4,30 m Dritte hinter der Brasilianerin Fabiana Murer und der US-Amerikanerin April Steiner. Bei den Olympischen Spielen 2008 in Peking konnte sie sich mit 4,15 m dagegen nicht für das Finale qualifizieren, nachdem sie den kubanischen Rekord zu Beginn des Jahres noch auf 4,50 m gesteigert hatte.
Bei den Zentralamerika- und Karibikmeisterschaften 2009 in Havanna siegte Silva mit 4,40 m und erzielte damit einen neuen Meisterschaftsrekord. 2011 verbesserte sie den kubanischen Rekord zunächst auf 4,66 m, bevor ihr im August bei den Leichtathletik-Weltmeisterschaften in Daegu eine weitere Steigerung auf 4,70 m gelang, die ihr den fünften Platz einbrachte. Im Oktober desselben Jahres siegte sie bei den Panamerikanischen Spielen in Guadalajara mit der neuen kubanischen Rekordhöhe von 4,75 m überraschend vor der amtierenden Weltmeisterin Fabiana Murer. Bei den Olympischen Spielen 2012 in London holte sie mit 4,75 m die Silbermedaille hinter der US-Amerikanerin Jennifer Suhr, die bei gleicher übersprungener Höhe aufgrund weniger Fehlversuche Gold gewann.
Bei den Leichtathletik-Weltmeisterschaften 2013 in Moskau gewann Silva mit übersprungenen 4,82 m die Bronzemedaille hinter Jelena Issinbajewa (Russland, 4,89 m) und Jennifer Suhr (4,82 m).
Bei ihrer zweiten Teilnahme an Hallenweltmeisterschaften, den Wettkämpfen in Sopot 2014, gewann sie mit 4,70 m die Goldmedaille.
Am 23. Juli 2015 verbesserte Silva bei den Panamerikanischen Spielen in Toronto mit 4,85 m den 2011 von ihr aufgestellten Panamerikaspiele-Rekord um 10 cm und gewann damit die Goldmedaille vor Murer und Suhr. Am 2. August steigerte sie beim Stabhochsprung-Meeting im westfälischen Beckum ihre Bestleistung und damit auch den kubanischen Rekord auf 4,91 m. Am 26. August gewann sie bei den Weltmeisterschaften in Peking mit 4,90 m die Goldmedaille.
Bei den Olympischen Spielen 2016 in Rio de Janeiro belegte sie mit übersprungenen 4,60 m den siebten Platz.
2017 gewann sie bei den Weltmeisterschaften in London mit 4,65 m die Bronzemedaille.
Im Jahr darauf kam sie mit 4,60 m bei den Weltmeisterschaften in Birmingham auf den siebten Platz.
Bei den Panamerikanischen Spielen 2019 in Lima gewann sie mit einer Saisonbestleistung von 4,75 m zum dritten Mal in Folge die Goldmedaille.
Silva lebt und trainiert in Havanna. 2013 schloss sie ein Studium zur Sportlehrerin erfolgreich ab.